# Josep Alberic i Cases
Josep Alberic i Cases (Reus, 1824 – 1878) va ser un escriptor, metge i científic català. (la grafia original del cognom era Alberich). Es va llicenciar en Medicina a Barcelona el 1846, i immediatament va ser promogut a regent de la càtedra de física i química de la mateixa facultat. Va promoure la segona aparició del Diari de Reus el 1859, i després fou un dels directors de La Abeja Médica Española. Va ser membre de la Sociedad Filomática i soci corresponsal de l'Acadèmia Quirúrgica Mallorquina i de l'Instituto Médico Valenciano. També va ser diputat al Congrés dels Diputats pel districte electoral de Reus.
Amb la Revolució de Setembre de 1868, degut al seu tarannà conservador i descontent amb com anaven les coses a Reus on estava fent de metge, es traslladà a Madrid. Publicà: El Instituto Agrícola catalán y la subdelegación de Reus (Barcelona, 1858) i edità a costa seva Instrucción popular acerca del cólera morbo asiático publicada por la nacional Academia de Medicina de París (Reus, 1854), per divulgar normes d'higiene per fer front a la malaltia. Estava interessat en la física i la química, i per això a més a més va traduir un tractat de galvanoplàstia de l'enginyer anglès Charles V. Walker La ciutat de Reus el va nomenar fill il·lustre.
Actualment al carrer de Cèlia Artiga Esplugas de Reus (Catalunya) hi ha una escola pública anomenada CEIP Alberich i Casas en honor seu.

## Enllaços de referència
- Josep Alberic i Cases | Galeria de Metges Catalans